# Капланово
Капланово (словен. Kaplanovo) — поселення в общині Велике Лаще, Осреднєсловенський регіон, Словенія. 
Висота над рівнем моря: 513,4 м.